# 15e corps (Inde)
Ne doit pas être confondu avec 15e corps (Inde britannique).

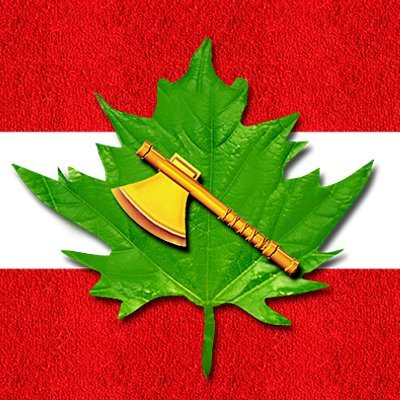
Signe de formation du XV corps

Le XVe corps, également connu sous le nom de Chinar Corps Indian Army, est un corps de l'armée indienne qui est actuellement situé à Srinagar et responsable des opérations militaires dans la vallée du Cachemire. Il a participé à tous les conflits militaires avec le Pakistan et la Chine jusqu'à ce jour. 

## Histoire
Le QG XVe corps a été créé pour la première fois en 1916 dans le cadre de l'armée indienne britannique pendant la Première Guerre mondiale pour des opérations en Égypte et en France. Dissout en 1918, il est relancé en 1942 pour des opérations de combat en Birmanie pendant la Seconde Guerre mondiale (voir : 15e corps britannique), et après la guerre, il sert à Java et à Sumatra. Dissout à Karachi en 1947 après son rapatriement, il a été ressuscité après l'indépendance de l'Inde, dans le cadre de l'armée indienne, en 1948 en tant que QG Jammu & Kashmir Force. Il a subi un certain nombre de changements de nom jusqu'à sa redésignation finale en tant que QG du 15e corps en 1955 à Udhampur. En juin 1972, le QG Northern Command a été créé pour prendre le contrôle opérationnel du Jammu-et-Cachemire. Le QG du 15e corps s'est déplacé à Srinagar pour prendre en charge la vallée du Cachemire et le Ladakh. Après l'opération Vijay, le QG fut rendu seul responsable des opérations militaires dans la vallée du Cachemire.  Il se compose actuellement de :
- 19e division d'infanterie basée à Baramulla
- 28e division d'infanterie basée à Gurez